# Freifallbombe

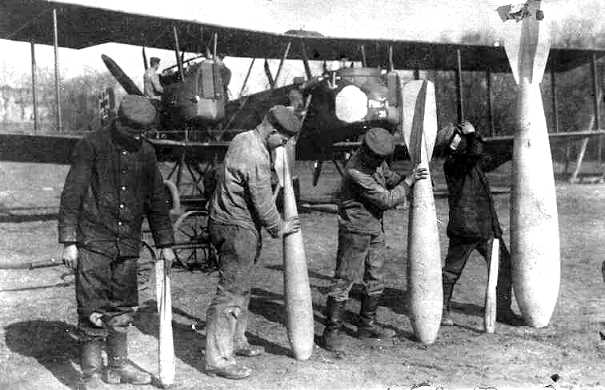
Verschiedene deutsche Freifallbomben im Ersten Weltkrieg

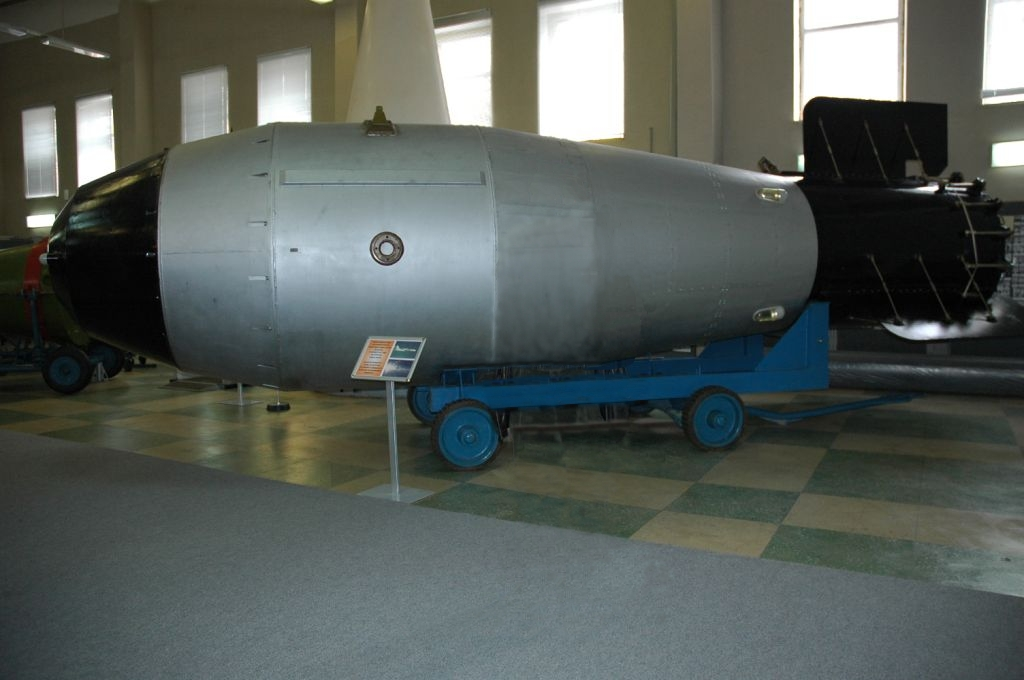
AN602, die stärkste jemals produzierte und gezündete Bombe

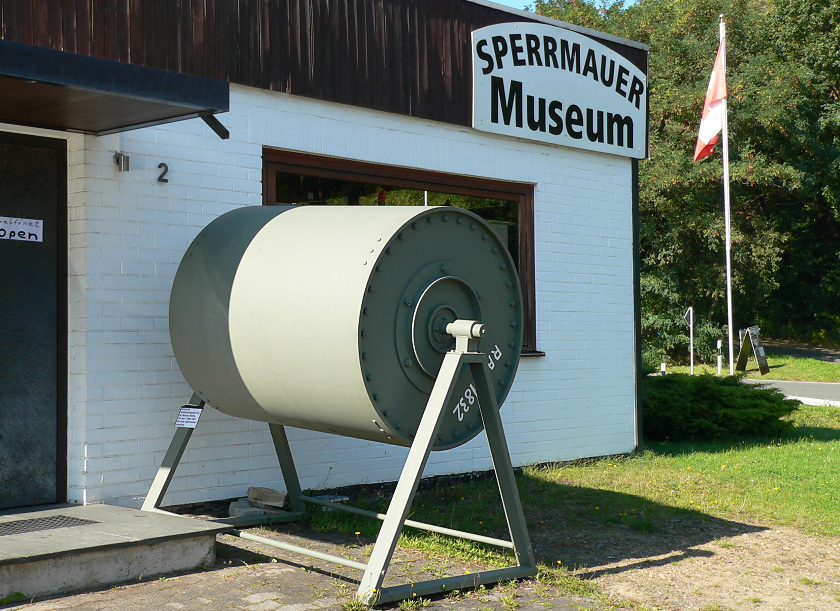
Rollbombe vor dem Sperrmauermuseum in Hemfurth-Edersee

Eine Freifallbombe (engl. Unguided bomb), auch Gravitationsbombe, ungelenkte Bombe oder dumme Bombe, ist eine Fliegerbombe, die ohne jegliches Lenksystem in ihrer ballistischen Flugbahn auf ihr Ziel fällt.

## Etymologie
Der Begriff Freifallbombe oder „dumme Bombe“ kam erst auf, als etwa 1970 sogenannte präzisionsgelenkte Munition eingeführt wurde, die über ein Lenksystem verfügt. Durch die rechnergestützte Berechnung des Aufschlagspunktes (Constantly computed impact point, CCIP) in modernen Flugzeugen können mittlerweile auch Freifallbomben relativ zielgenau abgeworfen werden. Um die Genauigkeit zu steigern, verfügen Freifallbomben auch über Leitflossen am Heck und werden beim Abwurf in eine stabilisierende Drehbewegung versetzt.

## Varianten
Die Basis für die westlichen Bombenhüllen basieren auf der 1946 von Douglas entworfenen Mk-80-Serie. Diese wird auch als aerodynamische Mehrzweckbombe bezeichnet. Üblicherweise werden Kontaktzünder verwendet, welche beim Aufschlag auf ein Objekt detonieren. Alternativ werden jedoch auch Verzögerungszünder, Annäherungszünder oder mittels Höhenmessung auslösende Zünder verwendet. Eine Sonderform der Freifallbomben waren die im Zweiten Weltkrieg verbreiteten Rollbomben, die der Zerstörung von Staudämmen dienten.

### US-amerikanische Freifallbombentypen

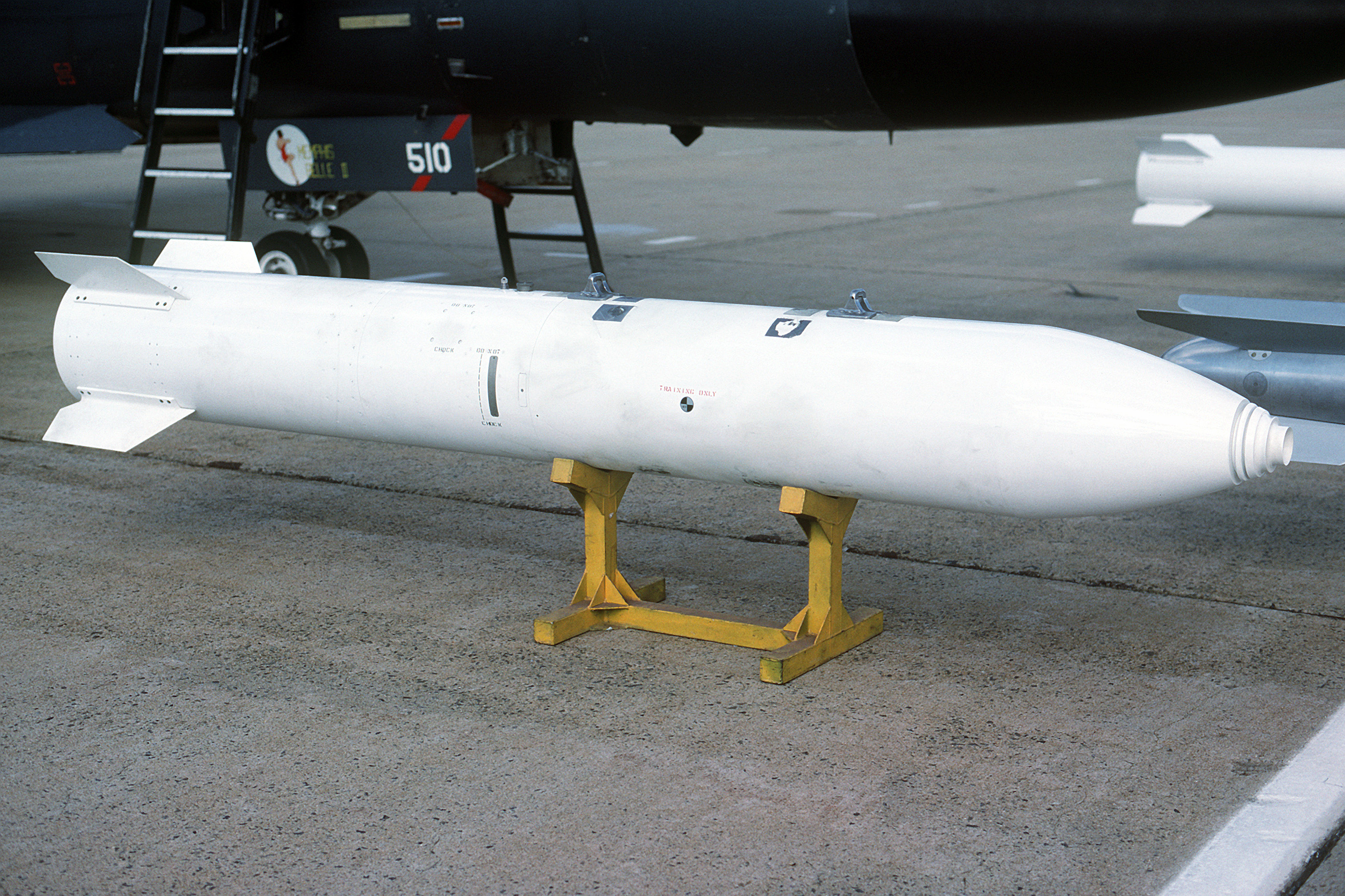
Atombombe B83

- Mark 81 LDGP (250-lb-/113-kg-Freifallbombe)
- Mark 82 LDGP (500-lb-/227-kg-Freifallbombe)
- Mark 83 LDGP (1000-lb-/454-kg-Freifallbombe)
- Mark 84 LDGP (2000-lb-/907-kg-Freifallbombe)
- M117 (750-lb-/340-kg-Freifallbombe)
- M118 LDGP (3000-lb-/1361-kg-Freifallbombe)
- B61 (340-Kilotonnen-Freifallkernwaffe)

### Britische Freifallbombentypen

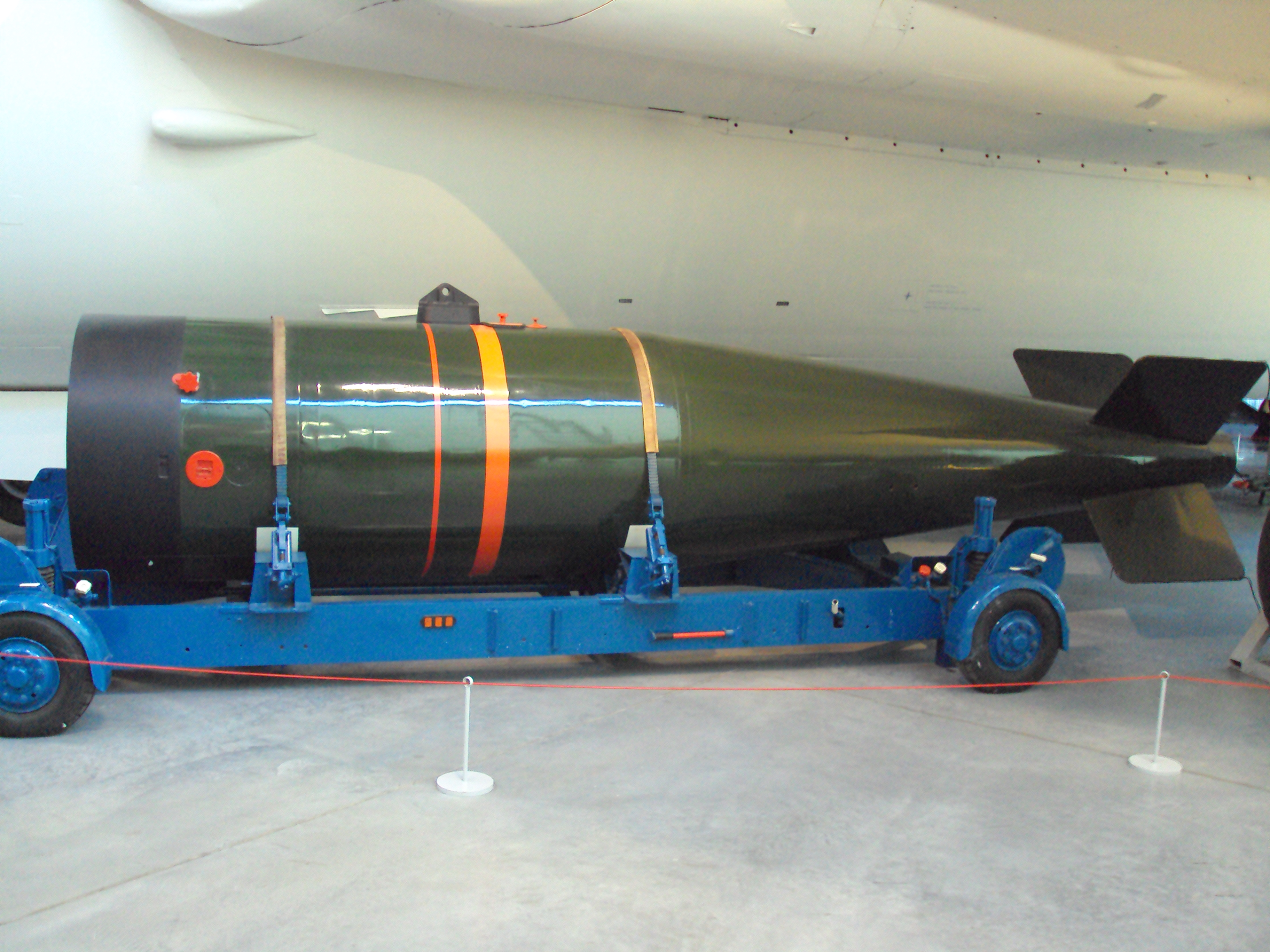
Britische Atombombe

- Royal Ordnance 540-lb-Mk.1/Mk.2/Mk.3-General Purpose (GP) Bomb (260-kg-Freifallbombe)
- Royal Ordnance 1.000-lb-Mk.10/Mk.18/Mk.20-GP Bomb (430-kg-Freifallbombe)

### Russisch/Sowjetische Freifallbombentypen

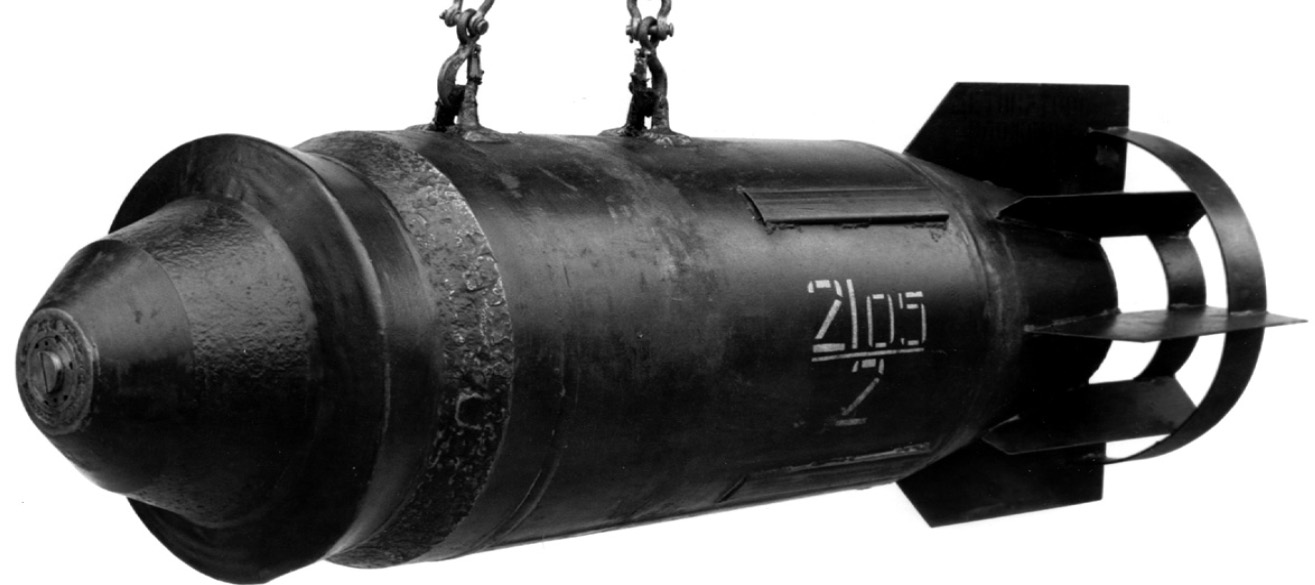
Freifallbombe Basalt FAB-500

- Basalt FAB-100 (100-kg-Freifallbombe)
- Basalt FAB-250 (250-kg-Freifallbombe)
- Basalt FAB-500 (500-kg-Freifallbombe)
- Basalt FAB-1000 (1000-kg-Freifallbombe)
- Basalt FAB-1500 (1500-kg-Freifallbombe)
- Basalt FAB-3000 (3000-kg-Freifallbombe)
- Basalt FAB-9000 (9000-kg-Freifallbombe)